# الاتحاد السويدي المعاد للسامية
الاتحاد السويدي المعاد للسامية (بالسويدية: Svenska Antisemitiska Föreningen) كانت منظمة معادية لليهود في أوائل عشرينيات القرن الماضي. عززت العداء تجاه اليهود واستخدمت أيضًا الصليب المعقوف. كان الاتحاد السويدي المعاد للسامية بمعنى ما, رائدًا للأحزاب النازية التي تطورت لاحقًا في السويد. توقفت المنظمة عن الوجود في عام 1931.